# Kiyoshi Sugimoto
Kiyoshi Sugimoto (jap. 杉本 喜代志, Sugimoto  Kiyoshi; * um 1940) ist ein japanischer Fusion- und Jazzgitarrist.
Kiyoshi Sugimoto spielte ab den frühen 1960er-Jahren in der Tokioter Jazzszene u. a. mit Martha Miyake, mit der 1960 erste Aufnahmen entstanden (My Favorite Songs), außerdem mit Hideo Shiraki, Yuzuru Sera, Akira Ishikawa, Yoshiaki Masuo, George Otsuka und Terumasa Hino. 1970 nahm er mit Masahiro Suzuki (Piano), Yoshio Ikeda (Bass) und Motohiko Hino sein Debütalbum Country Dream (Nippon Columbia) auf, gefolgt von Babylonia Wind (Columbia 1971, mit Takao Uematsu, Hideo Ichikawa, Yoshio Ikeda und Motohiko Hino) und einem Popalbum (My Sweet Lord) mit Hits der Beatles und Santana.
Ab den 1970er Jahren nahm er unter eigenem Namen eine Reihe von z. T. Fusion-orientierten Alben auf. 1971 gastierte er mit Terumasa Hino auf den Berliner Jazztagen; außerdem arbeitete er in den 1970ern des Weiteren mit Seiichi Nakamura, Maki Asakawa, Yosuke Yamashita, Yasuko Agawa, Tatsuya Takahashi, Sonny Stitt (The Shadow of Your Smile, 1978), Madao Yagi, Eri Ohno, Katsuo Kuninaka, in den 1980er Jahren auch mit George Kawaguchi, Tomoki Takahashi/Elvin Jones, Masaru Imada, Harumi Kaneko, Joe Henderson (Jazz Time II: Blue Bossa Live 1987, mit Toshihiko Kankawa). Im Bereich des Jazz war er zwischen 1960 und 2001 an 69 Aufnahmesessions beteiligt.

## Diskographische Hinweise
- Our Time (Columbia, 1975), mit Takao Uematsu, Hideo Ichikawa, Hiromasa Suzuki, Masaoki Terakawa, Motohiko Hino, Akira Ishikawa
- L.A. Master (Express, 1977), mit Jake Conception, Yasuaki Shimizu, Haruo Togashi, Toshiyuki Daitoku, Tsunehide Matsuki, Akira Okazawa, Yuichi Togashiki, Tatsuya Nakamura, Nobu Saito, Motoya Hamaguchi
- Get You! (Yupiteru, 1978), mit Yasuaki Shimizu, Ryuichi Sakamoto, Masanori Sasaji, Takayuki Hijikata, Akira Okazawa, Shuichi Murakami, Yuichi Togashiki, Larry Sunaga
- One More (Better Days, 1980), mit Shunzo Ono, Warren Bernhardt, Marcus Miller, Omar Hakim
- Circulation (Tukuma, 2001), mit Kankawa, Greg Bandy, Cynthia Marie